# Ichneumonoidea
Ichneumonoidea zijn een grote superfamilie van insecten die behoren tot de orde van de vliesvleugeligen (Hymenoptera).

## Taxonomie
De volgende families maken deel uit van de superfamilie:
- Braconidae (Schildwespen) Nees, 1811
- Ichneumonidae (Gewone sluipwespen) Latreille, 1802
- Praeichneumonidae  † Rasnitsyn, 1983

Tevens behoren 37 geslachten die niet bij een familie zijn ingedeeld tot de superfamilie.
De eerder bij de superfamilie ingedeelde fossiele familie Eoichneumonidae Jell & Duncan, 1986 is door Perrichot, Nel & Quicke in 2009 aangemerkt als synoniem van de familie Braconidae.